# Уличная сцена № 267

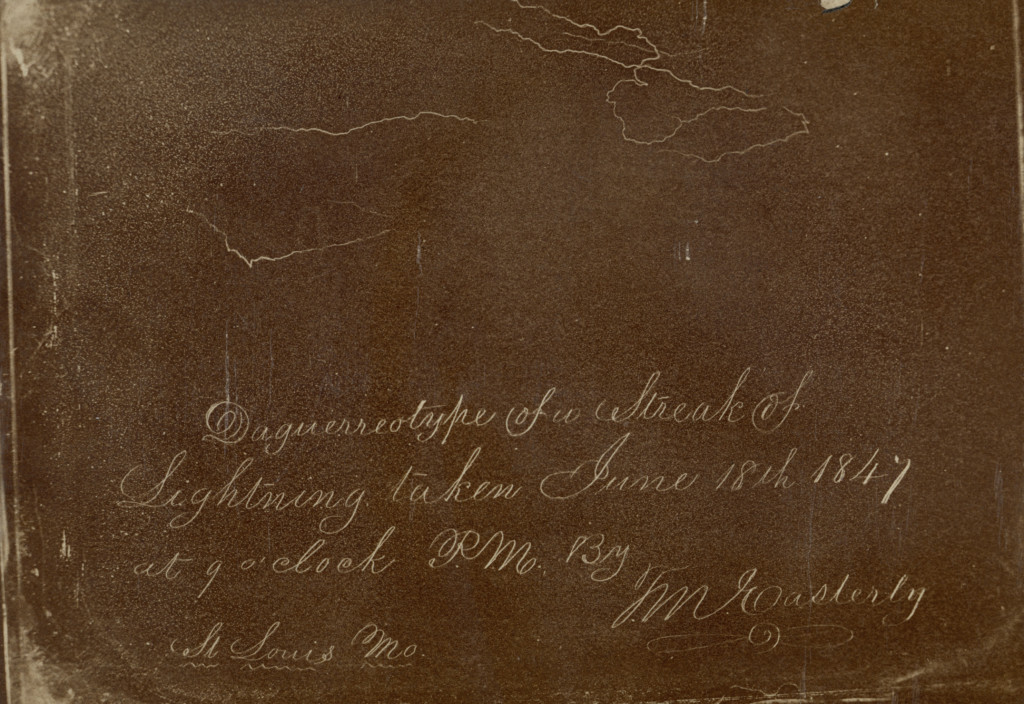
Томас Истерли. Фотография с дагерротипа разряда молнии, снятая 18 июня 1847 года. Музей истории Миссури, Сент-Луис

«Уличная сцена № 267» (англ. Street Scene no. 267) — первая известная фотография молнии, созданная ночью 18 июня 1847 года американским фотографом Томасом Мартином Истерли в городе Сент-Луис (штат Миссури). Создана в технике дагеротипного фотографического процесса. Оригинальная дагеротипная пластинка не сохранилась, но компания Cramer, Gross создала на её основе копию небольшого (кабинетного) формата — 10 X 13 см. В историческом обществе штата Миссури сохранилось мало информации об этом снимке, который в каталоге обозначен как «Уличная сцена № 267». Один из бывших директоров общества сумел найти объявление в городском справочнике Сент-Луиса за 1851 год, где Истерли информирует о выставке «портретов известных государственных деятелей, именитых граждан, выдающихся священнослужителей, индейских вождей и знаменитых гангстеров. Здесь же — великолепные ландшафты, изумительные облака и подлинная вспышка молнии, снятая ночью 18 июня 1847 г.». Английский астроном и популяризатор науки Джон Дариус (Jon Darius) в книге «Недоступное глазу» (Beyond Vision) предположил, что вероятно, у автора получилась только одна удачная фотография молнии; после чего это «уникальное изображение» попало на выставку 1851 года. По наблюдению Дариуса, вероятно, «сфотографированная Истерли вспышка молнии относится к так называемым воздушным разрядам, когда молния ударяет из одного облака в другое, не ветвясь на землю. Подбор экспонатов на выставке показывает, конечно, что фотографа интересовали не столько научные достоинства фотографии, сколько её внешняя привлекательность».

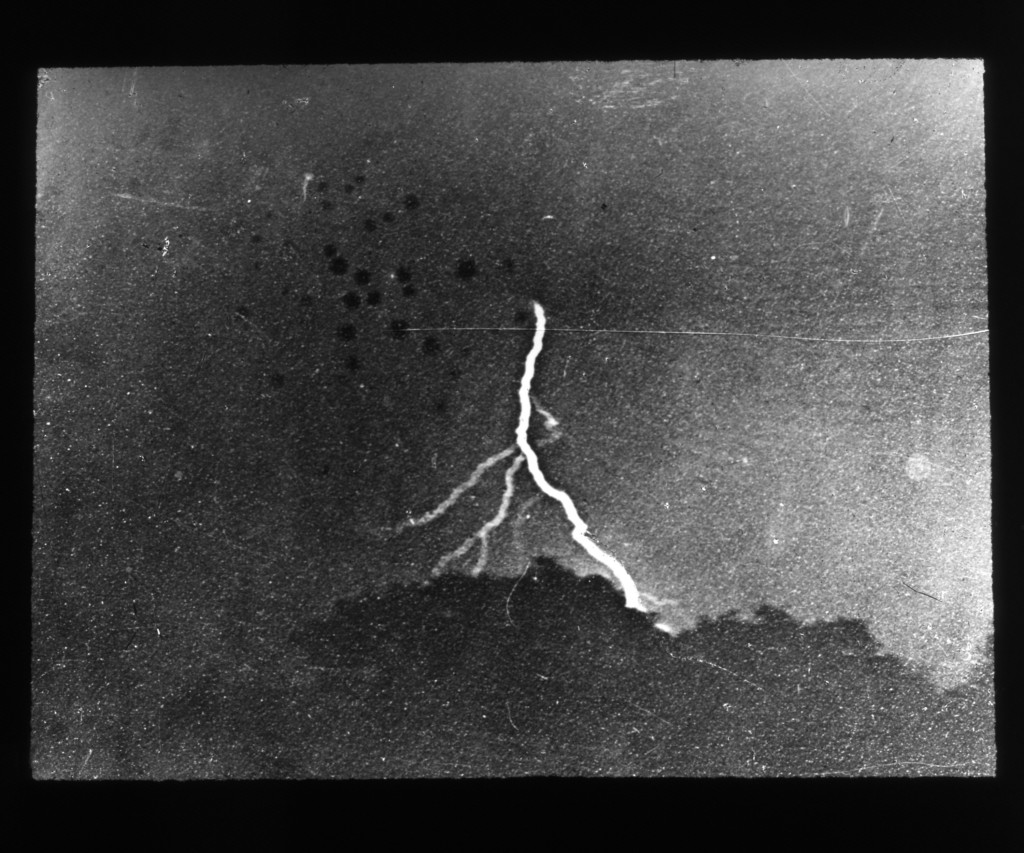
Фотография молнии, сделанная Уильямом Дженингсом 2 сентября 1882 года

Первой фотографией молнии, сделанной с научными целями, считается работа американского фотографа Уильяма Николсона Дженнингса, созданная 2 сентября 1882 года в Филадельфии. Он занимался фотографированием молний на протяжении пятнадцати лет и активно выступал за поддержание своей первой фотографии молнии в качестве самой ранней в истории. В 1880-е годы снимки молний сделали в США и Германии. В этот период француз Шарль Муссет (Charles Moussette) создал свою серию фотографий. Первые спектры разряда были засняты в 1893 году в Германии. Важный этап в фотофиксации молний произошёл в 1902 году, когда английский физик-экспериментатор Чарлз Вернон Бойс создал специальный фотоаппарат.